# Paul Kaufmann (Maler)
Paul Kaufmann (* 29. Juli 1896 in Nümbrecht; † 3. Oktober 1974 in Hamburg) war ein deutscher Werbegrafiker und autodidaktischer Maler.

## Leben und Wirken
Kaufmann war im Ersten Weltkrieg Soldat; anschließend studierte von 1920 bis 1924 Architektur an der Technischen Hochschule Hannover. Später war er als Werbegrafiker für das Unternehmen Continental AG tätig, u. a. für die Werkszeitschrift Echo Continental. Ab 1928 führte er als Werbegrafiker den Künstlernamen „Caspary“. Er galt als einer der renommierten Werbegrafiker seiner Zeit.

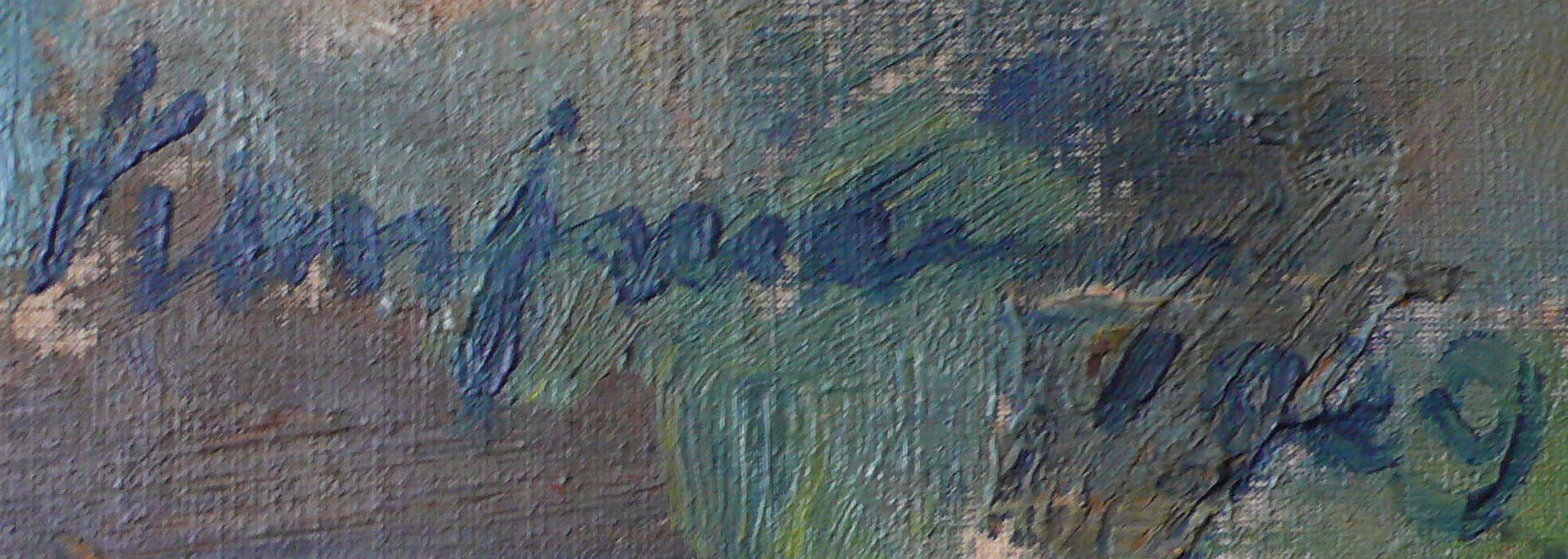
Signatur von Paul Kaufmannauf einem Gemälde

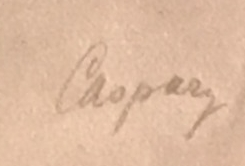
Signatur von Paul Kaufmann mit seinem Pseudonym „Caspary“ als Werbegrafiker

Kaufmann war ab 1934 Mitglied im Fachverband Gebrauchsgraphiker der Reichskammer der bildenden Künste, sowie in der SS. 1938 übersiedelte Kaufmann von Hannover nach Berlin und malte u. a. Porträts hochrangiger Nationalsozialisten; vor seinem Umzug hatte er ein Porträt von Adolf Hitler für das Café Kröpcke gemalt. 1941 heiratete er Ingeborg Fromm (* 11. April 1919 in Hannover; † 17. Dezember 2006 in Hamburg), die als Opern- und Konzertsängerin den Künstlernamen Katharina Kauffmann führte. Im November 1943 wurde sein Atelier in Berlin durch einen Brand zerstört; unter den verlorenen Bildern waren Teile eines „Diana“-Tryptichons, von dem ein Seitenteil zuvor in Velhagen & Klasings Monatsheften abgebildet worden war.
1944 kehrte er nach Nümbrecht zurück und malte auch dort u. a. Porträts, darunter das des Gründers des Museums Schloss Homburg, Hermann Conrad (1962). Das Museum Schloss Homburg besitzt auch zwei Teile eines Tryptichons der Arbeit von 1938. Gleichzeitig lebte er ab 1955 in Hamburg; er bezeichnet sich im Telefonbuch zunächst als Maler und Grafiker, ab 1970 als Maler und Architekt.

## Verwechslung
In Darmstadt und Webern lebte ein gleichnamiger Maler, der allerdings in Blockbuchstaben signiert. Acht seiner Landschaftsgemälde befinden sich in der Städtischen Kunstsammlung Darmstadt.